# Henry Quinson
Pour les articles homonymes, voir Quinson (homonymie).
Œuvres principales
- Et l'homme devint Dieu (essai, 2020)
- Secret des hommes, secret des dieux (préface de Xavier Beauvois, 2011)
- Des hommes et des dieux (conseiller pour le scénario et le tournage du film, 2010)
- Moine des cités (autobiographie, 2009)

Henry C. Quinson, né le 8 mars 1961 à Neuilly-sur-Seine, est un essayiste, conférencier et professeur franco-américain.

## Biographie
De nationalité française par sa mère et américaine par son père, Henry C. Quinson a d'abord vécu à New York, Bruxelles et Paris.
Ancien de l'école Saint-Jean de Passy, diplômé de l'université Panthéon-Sorbonne (spécialité économie internationale) et de Sciences Po Paris (section politique, économique et sociale), il a été cadre à la salle des marchés de la Banque Indosuez (à l'époque, banque d'affaires de la Compagnie financière de Suez), y bénéficiant d'une formation spécialisée en Angleterre et à Wall Street. Proche du Premier ministre Raymond Barre, il a enseigné les techniques de change en troisième cycle universitaire aux facultés d'Aix-en-Provence et de Bordeaux ainsi qu'à l'Institut d'études politiques de Paris.
En 1989, il entre au monastère de Tamié, en Savoie, où il suit le noviciat cistercien, puis commence ses études de théologie à la Faculté de théologie catholique de Strasbourg. En 1997, il prend un appartement dans une cité de transit, le groupe Saint-Paul, à Marseille, où il fonde, avec Karim De Broucker, la Fraternité Saint Paul, une association loi 1901 et communauté spirituelle fortement engagée (avec 60 bénévoles) dans l'accompagnement scolaire jusqu'à la réhabilitation de la cité en 2011.
Bilingue, professeur certifié d'anglais et de lettres-langues, Henry Quinson se signale d'abord par la traduction du livre de John Kiser Passion pour l'Algérie : les moines de Tibhirine, qui obtient le Prix des libraires Siloë à l'automne 2006. En 2007, il publie Prier 15 jours avec Christophe Lebreton, livre consacré aux écrits spirituels de Christophe Lebreton, un des moines de Tibhirine assassinés en 1996. 
En 2008, son récit autobiographique Moine des cités : de Wall Street aux Quartiers Nord de Marseille (prix de littérature religieuse 2009, plus de 50 000 exemplaires) revient sur ses liens personnels avec l'Abbaye Notre-Dame de l'Atlas, à Tibhirine, et l'esprit de fraternité universelle dont vivaient les moines. Henry Quinson témoigne de la fécondité d'une présence éducative dans les « banlieues » qui ont explosé en novembre 2005 mais les medias s'intéressent surtout à l'opinion de l'ancien trader sur la crise des subprimes qui se transforme en tempête boursière à l'automne 2008.
Dans ses conférences, interviews et chroniques, Henry Quinson met en garde contre l'illusion d'une crise qui serait purement financière et conjoncturelle. L'humanité, confrontée à une nouvelle étape de sa croissance démographique et de son rapport à l'environnement, doit d'abord se poser la question du but de ses activités matérielles. Dans son livre Et l’Homme devint Dieu, publié en pleine crise du coronavirus, Henry Quinson formule l'hypothèse d'une humanité fractale évoluant selon les mêmes étapes physiques et mentales que tout individu. Il y dessine les contours d'une "spiritualité pour un monde adulte".
En 2009-2010, Henry Quinson est conseiller pour le film de Xavier Beauvois Des hommes et des dieux sur les moines de Tibhirine, grand Prix du Jury du Festival de Cannes et César du meilleur film 2010, avec Lambert Wilson dans le rôle du supérieur Christian de Chergé et Michael Lonsdale dans le rôle du frère médecin Luc. Le film enregistre plus de 5 millions d'entrées en France et à l'étranger. Henry Quinson raconte cette aventure humaine et spirituelle dans un livre préfacé par Xavier Beauvois, Secret des hommes, secret des dieux, Prix Spiritualités d'aujourd'hui 2011.
Henry Quinson enseigne à Marseille. Il est aussi membre du conseil d'administration de l'association Loger Marseille Jeunes.
Le 18 janvier 2011, par arrêté du ministre de la culture et de la communication, Frédéric Mitterrand, Henry Quinson est nommé chevalier dans l'ordre des arts et des lettres.
Le 27 janvier 2011, le mensuel Challenges classe Henry Quinson parmi les cinq « têtes de réseaux » catholiques en France après le succès de ses livres, de ses conférences et du film Des hommes et des dieux : « Henry Quinson a contribué à décomplexer les catholiques ».

## L'hypothèse d'un monde adulte
Et l'Homme devint Dieu, spiritualité pour un monde adulte, Le Passeur éditeur, 2020
L'hypothèse d'un monde adulte avancée par Henry Quinson systématise une observation du philosophe Pascal dans sa Préface pour le traité du vide : « Non seulement chacun des hommes s’avance de jour en jour dans les sciences, mais tous les hommes ensemble y font un continuel progrès à mesure que l’univers vieillit, parce que la même chose arrive dans la succession des hommes que dans les âges différents d’un particulier. De sorte que toute la suite des hommes, pendant le cours de tous les siècles, doit être considérée comme un même homme qui subsiste toujours et qui apprend continuellement. »  L’hypothèse est la suivante : l’humanité est une entité qui suit les stades de développement de chaque individu qui la compose, sur un temps plus long et dans un espace plus vaste, mais selon la même dynamique de croissance physique et mentale : enfance, adolescence et âge adulte. L’humanité possède ainsi les caractéristiques d’une figure fractale, découverte mathématique de Benoît Mandelbrot : une structure similaire à toutes les échelles.
Selon Henry Quinson, la dimension fractale de l’humanité ne se constate pas seulement dans l’accumulation des connaissances décrite par Pascal, qui témoigne du développement d’une noosphère, véritable cerveau de l’humanité entrevu au siècle dernier par le paléontologue Pierre Teilhard de Chardin. L’humanité se développe également physiquement selon les mêmes étapes que les individus qui la composent. En effet, des chercheurs comme Arpat Ozgul ont observé une augmentation simultanée de la taille, de la durée de vie et de la masse des individus parallèle à celle de l’accroissement global des populations. Ainsi, le poids moyen d’un Français est passé d’environ 45 kilos au XVIIIe siècle à 77 kilos aujourd’hui. Or ces évolutions individuelles trouvent leur équivalent dans la croissance démographique de la France elle-même, qui comptait 25 millions d’habitants vers 1760 et en dénombre 67 millions en 2019. Il en va de même pour l’ensemble de l’humanité.
Au cours de la deuxième moitié du XIXe et au début du XXe siècle, une phase de progression globale culmine. La courbe des records du monde sportifs comme celle des records d’espérance de vie suit une loi de croissance naturelle dont l’apogée semble avoir été atteint. Les taux de progression du PIB ne cessent de diminuer depuis les années 1970 dans les pays les plus avancés. La population mondiale continue d’augmenter, mais le taux d’accroissement naturel (différence entre le taux de natalité et le taux de mortalité) diminue régulièrement, passant de 2 % à la fin des années 1960 à 1 % en 2017. Autant d’indicateurs qui suggèrent un plafonnement asymptotique généralisé annoncé par ailleurs dès les années 1970 par le Club de Rome. Cet arrêt de la croissance physique et le fléchissement de nombreux indicateurs de performance signalent, selon Henry Quinson, l’entrée prochaine de l’humanité dans l’âge adulte.
Alors que les commentateurs de l’actualité focalisent leur attention sur le « choc des civilisations » et la « montée des populismes », insistant sur la fragmentation géopolitique du monde, la crise sanitaire actuelle délivre, selon Henry Quinson, un tout autre message : l’humanité forme plus que jamais un seul organisme aux dimensions planétaires. Quand un Chinois tombe malade au fin fond de la province du Hubei, sa détresse personnelle, à l’origine ignorée de tous, se transforme rapidement en pandémie et en crise mondiale. De même, la crise environnementale menace toute la planète et requiert une réponse coordonnée. Cette unité du genre humain s’est objectivement accélérée depuis les Grandes découvertes du XVe au XVIIe siècle, la Révolution industrielle du XIXe et la Révolution numérique du XXe. Scientifiquement, Charles Darwin a précisé l’origine biologique de cette unité. Vladimir Vernadsky en a montré l’aspect géologique : après la géosphère, comprise comme matière inanimée, et la biosphère, entendue comme vie biologique, émerge aujourd’hui une noosphère, sphère de la cognition humaine qui relie tous les humains, notamment grâce au réseau d’Internet.
Mais cette unicité se déploie aussi à travers des étapes psychomotrices majeures. Ainsi, au fil des siècles, l’humanité, comme un enfant, a découvert que le temps n’était pas seulement cyclique (le retour des jours et des saisons) mais également linéaire (la création possède un début, un développement et une fin), elle a exploré sa maison commune, la Terre, et progressivement cartographié l’ensemble de sa planète, elle a appris à marcher et développé sa mobilité jusqu'à transporter 127 passagers par seconde dans les airs en 2017, elle a compris avec Nicolas Copernic qu’elle n’était pas le centre du monde, tout cela en poursuivant sa croissance démographique inédite : plus de 7 milliards de Terriens, du jamais vu. L’ensemble de ces étapes physiques et mentales sont équivalentes à celles que suit chaque individu sur le chemin de la maturation en un temps et un espace plus réduits.
De cette hypothèse d'une humanité fractale sur le point de devenir adulte, Henry Quinson tire une analyse globale des présentes et concomitantes crises économique, sociale, financière, politique, sanitaire, environnementale et religieuse. Elles annoncent un changement de paradigme anthropologique et théologique, celui de l'anthropocène où l'humanité découvre, confinée sur une planète menacée, sa responsabilité existentielle, revisite son patrimoine spirituel et cherche à donner sens à une aventure collective nécessairement réévaluée.

## Œuvres

### Essais
- Et l'homme devint Dieu : spiritualité pour un monde adulte, Le Passeur éditeur, 2020
- Secret des hommes, secret des dieux : l'aventure humaine et spirituelle du film « Des hommes et des dieux », Presses de la Renaissance, 2011 (préface de Xavier Beauvois, réalisateur du film Des hommes et des dieux)

prix Spiritualités d'aujourd'hui 2011
- Moine des cités : de Wall Street aux Quartiers Nord de Marseille, Nouvelle Cité, 2008

prix de littérature religieuse 2009
- Prier 15 jours avec Christophe Lebreton, moine, poète, martyr à Tibhirine, Nouvelle Cité, 2007, 3e édition

### Traductions
- John Kiser, Passion pour l'Algérie : les moines de Tibhirine, Nouvelle Cité, 2e édition (Prix des libraires Siloë 2006).

### Ouvrages collectifs
- Penser la blessure, panser les blessures?, éd. Mediaspaul, mars 2011, ouvrage collectif sous la direction de Christine Aulenbacher.

### Films
- Conseiller monastique Des hommes et des dieux de Xavier Beauvois, Grand Prix du festival de Cannes 2010, César du meilleur film 2011.

### Préfaces
- Michael Lonsdale, Prière, entretiens avec Jacques Bonnadier, éd. Onésime 2000, 2011.

## Distinctions et récompenses
- Chevalier de l'ordre des Arts et des Lettres

- Prix de littérature religieuse 2009
- Prix Gravier de l'Académie des sciences, lettres et arts de Marseille 2009
- Prix Spiritualités d'aujourd'hui 2011